# Lutzomyia lewisi
Lutzomyia lewisi är en tvåvingeart som beskrevs av Feliciangeli M. D., Ordoñez R., Fernandez E. 1984. Lutzomyia lewisi ingår i släktet Lutzomyia och familjen fjärilsmyggor.
Artens utbredningsområde är Venezuela. Inga underarter finns listade i Catalogue of Life.